# Турень (комуна)
Турень, Турені (рум. Tureni) — комуна у повіті Клуж в Румунії. До складу комуни входять такі села (дані про населення за 2002 рік):
- Комшешть (240 осіб)
- Мертінешть (383 особи)
- Мічешть (416 осіб)
- Турень (1027 осіб)
- Чану-Мік (519 осіб)

Комуна розташована на відстані 306 км на північний захід від Бухареста, 18 км на південний схід від Клуж-Напоки.

## Населення
За даними перепису населення 2002 року у комуні проживали 2585 осіб.
Національний склад населення комуни:
| Національність | Кількість осіб | Відсоток |
| -------------- | -------------- | -------- |
| румуни         | 1852           | 71,6%    |
| угорці         | 617            | 23,9%    |
| цигани         | 112            | 4,3%     |
| італійці       | 3              | 0,1%     |
| греки          | 1              | < 0,1%   |

Рідною мовою назвали:
| Мова      | Кількість осіб | Відсоток |
| --------- | -------------- | -------- |
| румунська | 1864           | 72,1%    |
| угорська  | 618            | 23,9%    |
| циганська | 103            | 4,0%     |

Склад населення комуни за віросповіданням:
| Релігія                                       | Кількість осіб | Відсоток |
| --------------------------------------------- | -------------- | -------- |
| православні                                   | 1692           | 65,5%    |
| унітарії                                      | 264            | 10,2%    |
| реформати                                     | 248            | 9,6%     |
| римо-католики                                 | 108            | 4,2%     |
| п'ятдесятники                                 | 50             | 1,9%     |
| баптисти                                      | 32             | 1,2%     |
| греко-католики                                | 11             | 0,4%     |
| не релігійні                                  | 3              | 0,1%     |
| адвентисти                                    | 1              | < 0,1%   |
| лютерани (Синодально-пресвітеріанська церква) | 1              | < 0,1%   |